# Yangyun (ort i Kina, Liaoning Sheng, lat 40,10, long 122,24)
Yangyun är en ort i Kina. Den ligger i provinsen Liaoning, i den nordöstra delen av landet, omkring 210 kilometer sydväst om provinshuvudstaden Shenyang. Antalet invånare är 25 145. Befolkningen består av 12 141 kvinnor och 13 004 män. Barn under 15 år utgör 12,0 %, vuxna 15-64 år 75 %, och äldre över 65 år 11,0 %.
Runt Yangyun är det tätbefolkat, med 286 invånare per kvadratkilometer. Närmaste större samhälle är Xiongyue, 13,2 km nordväst om Yangyun. Omgivningarna runt Yangyun är en mosaik av jordbruksmark och naturlig växtlighet.
Genomsnittlig årsnederbörd är 910 millimeter. Den regnigaste månaden är juli, med i genomsnitt 262 mm nederbörd, och den torraste är januari, med 7 mm nederbörd.